# 陳霖 (弘治進士)
陳霖（1452年—？），字時雨，浙江湖州府長興縣人，民籍，明朝政治人物。

## 生平
成化十九年（1483年）癸卯科浙江鄉試第三十三名舉人。弘治六年（1493年）中式癸丑科會試第二百四十一名，三甲第一百六十一名進士。弘治十三年（1500年）选授试監察御史，十四年十一月实授湖廣道監察御史。正德元年（1506年）巡按廣東，後官江西南康府知府，十四年（1519年）六月宸濠之乱時，城破逃跑，被奪職，令剿賊自赎。

## 家族
曾祖陳宗顯；祖父陳孟忠；父陳希道，下邳驛丞。母葉氏。慈侍下。